# Apis nigrocincta
Espèce
Répartition géographique
Apis nigrocincta est une espèce d'abeilles à miel, indigène de certaines îles des Philippines et de l'Indonésie. Elle est très proche de l'espèce Apis cerana.